# Bocana speculifera
Bocana speculifera là một loài bướm đêm trong họ Noctuidae.